# Axberg (Katastralgemeinde, Gemeinde Kirchberg-Thening)
Axberg ist eine Katastralgemeinde der Gemeinde Kirchberg-Thening im Bezirk Linz-Land in Oberösterreich. Namensgebender Hauptort ist Axberg. Auf dem Gebiet der Katastralgemeinde liegen noch die Rotte Intenham mit der Einzelsiedlung Schönlinergut und die Rotte Schauersfreiling.

## Geschichte
Laut Adressbuch von Österreich waren im Jahr 1938 in der Katastralgemeinde Axberg ein Bäcker, ein Binder, ein Brunnenbauer, ein Gemischtwarenhändler, ein Landesproduktehändler, ein Schmied, ein Schneider, ein Schuster, drei Schweinehändler und mehrere Landwirte ansässig.